# Kerk van Garsthuizen
De kerk van Garsthuizen  was een zaalkerk uit de 19e eeuw in het Groningse dorp Garsthuizen. Hij werd gebouwd in 1872 en gesloopt in 2015.

## Geschiedenis
De kerk heeft waarschijnlijk twee voorgangers gehad. In de romaanse voorganger van de kerk bevonden zich resten tufsteen van vermoedelijk een voorganger en ook op het terrein van de pastorie zijn brokken tufsteen gevonden. De romaanse opvolger bezat een westwerk.
De huidige kerk werd in 1872 gebouwd op dezelfde plek als de voorganger. In 1900 kreeg de kerk een eenklaviers orgel van de gebroeders van Oeckelen.
De kerk was al jaren bouwvallig. Vanaf 1993 werd het gebouw niet meer als kerk gebruikt. Meerdere acties om geld in te zamelen boden onvoldoende soelaas. In 2009 werd het gebouw beschadigd als gevolg van een aardbeving. Nadat de oorspronkelijke torenspits was vervangen, werd er uiteindelijk voor gekozen de toren geheel af te breken. Het was aanvankelijk de bedoeling om deze na de restauratie van de kerk weer op te bouwen, maar uiteindelijk bleek restauratie niet haalbaar.
Voorafgaand aan de afbraak van de kerk werd het orgel afgebroken. Het werd overgebracht naar het kerkje van Oldenzijl, waar het na restauratie in 2019 in gebruik werd genomen.
Wat resteert van de kerk zijn de fundamenten en het kerkhof, dat dateert uit de tijd van de oudere kerk. Met name vanwege een aantal grafzerken was de kerk aangewezen als rijksmonument. Het kerkgebouw zelf was niet beschermd.

## Galerij

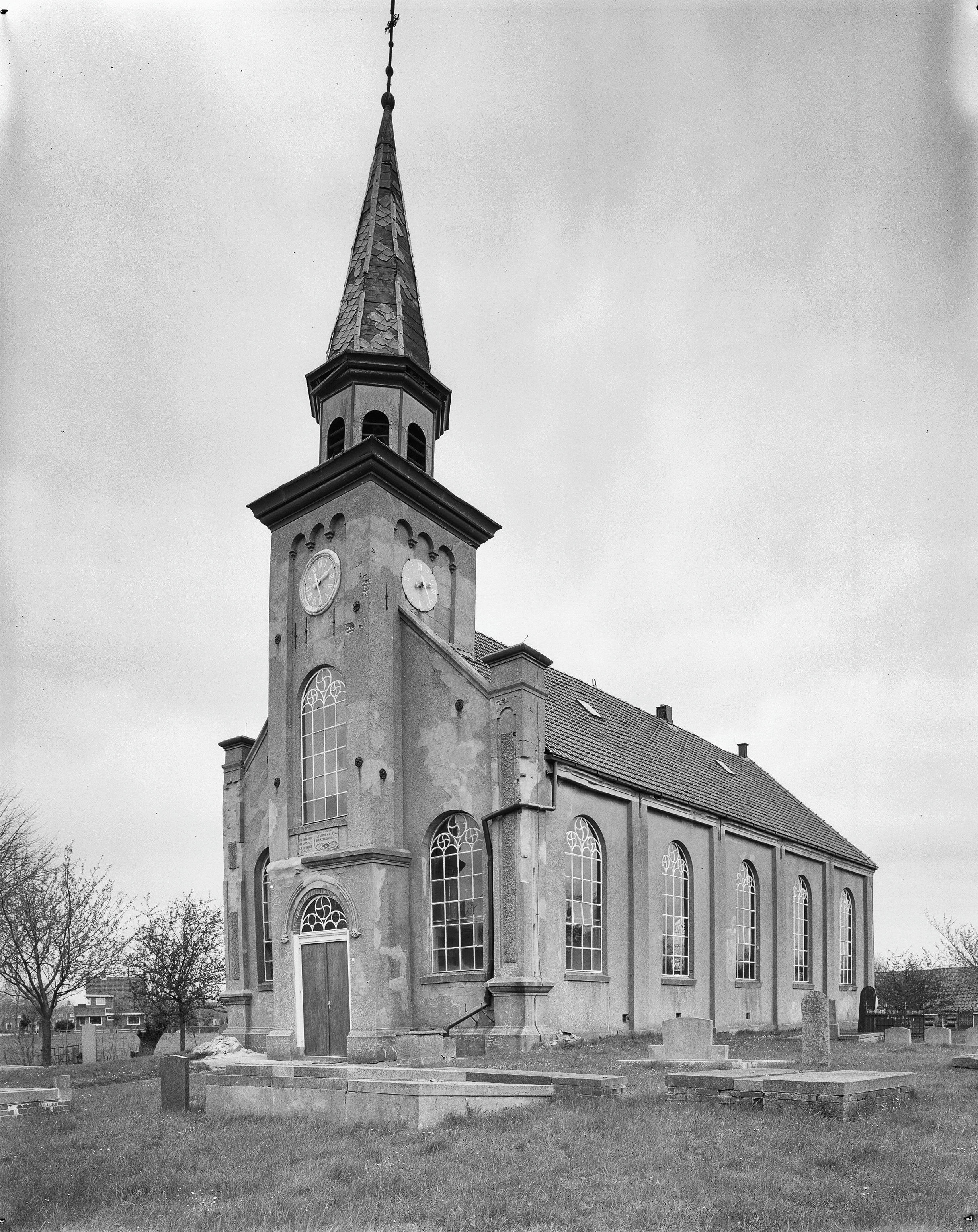
De kerk in 1981
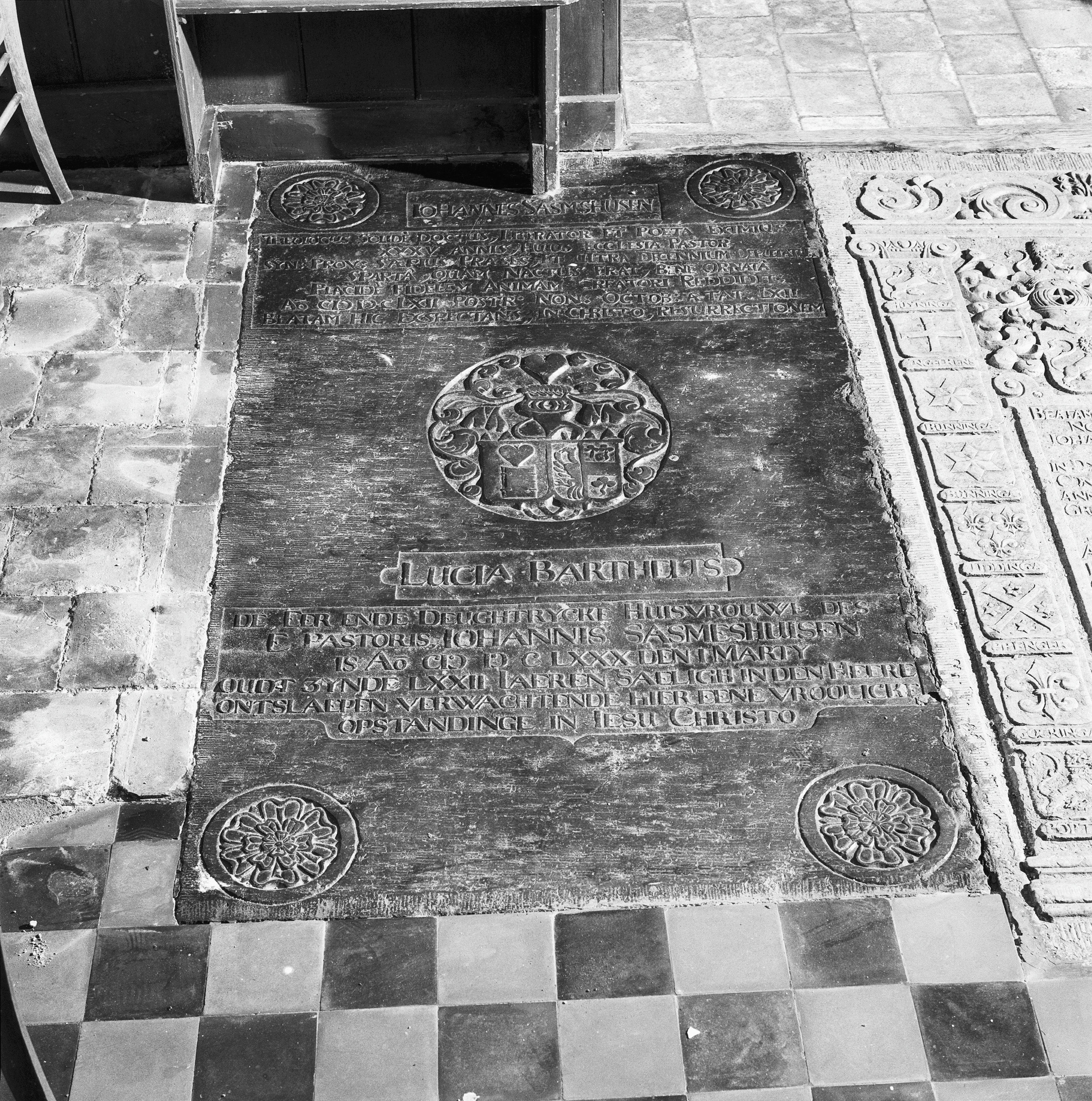
Grafzerk van Lucia Barthelts
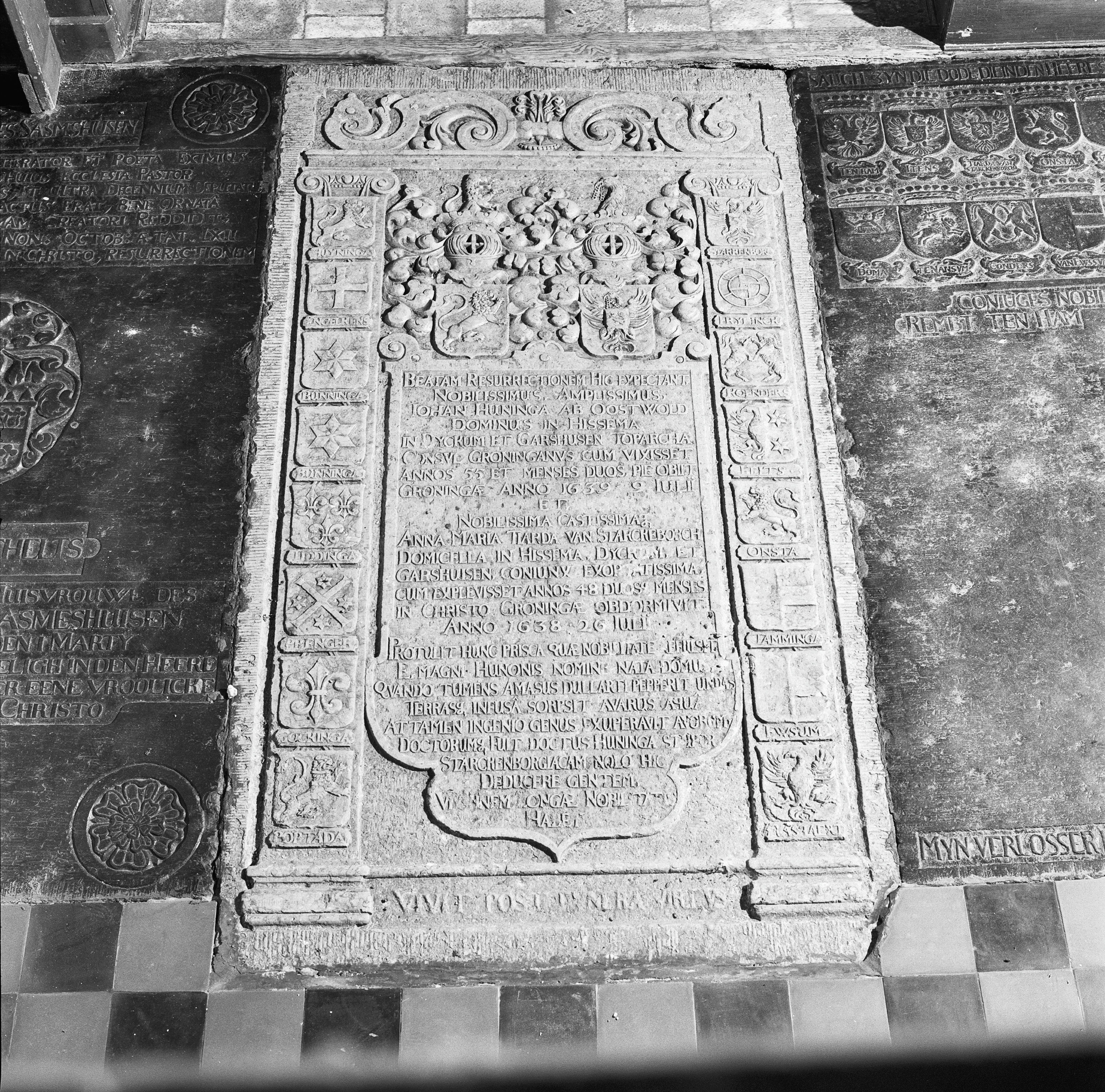
Grafzerk van Johan Huninga
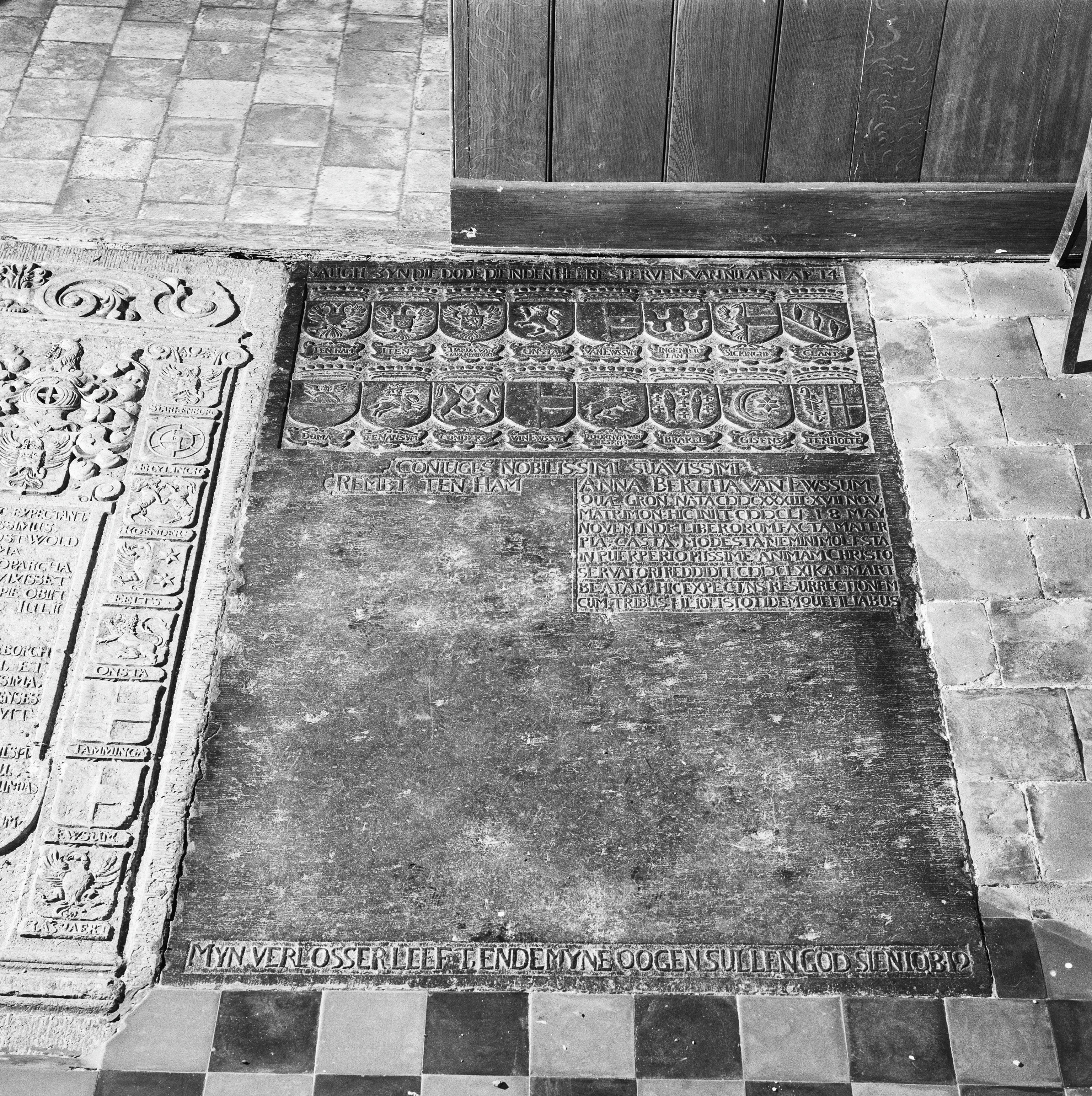
Grafzerk van Rembt ten Ham
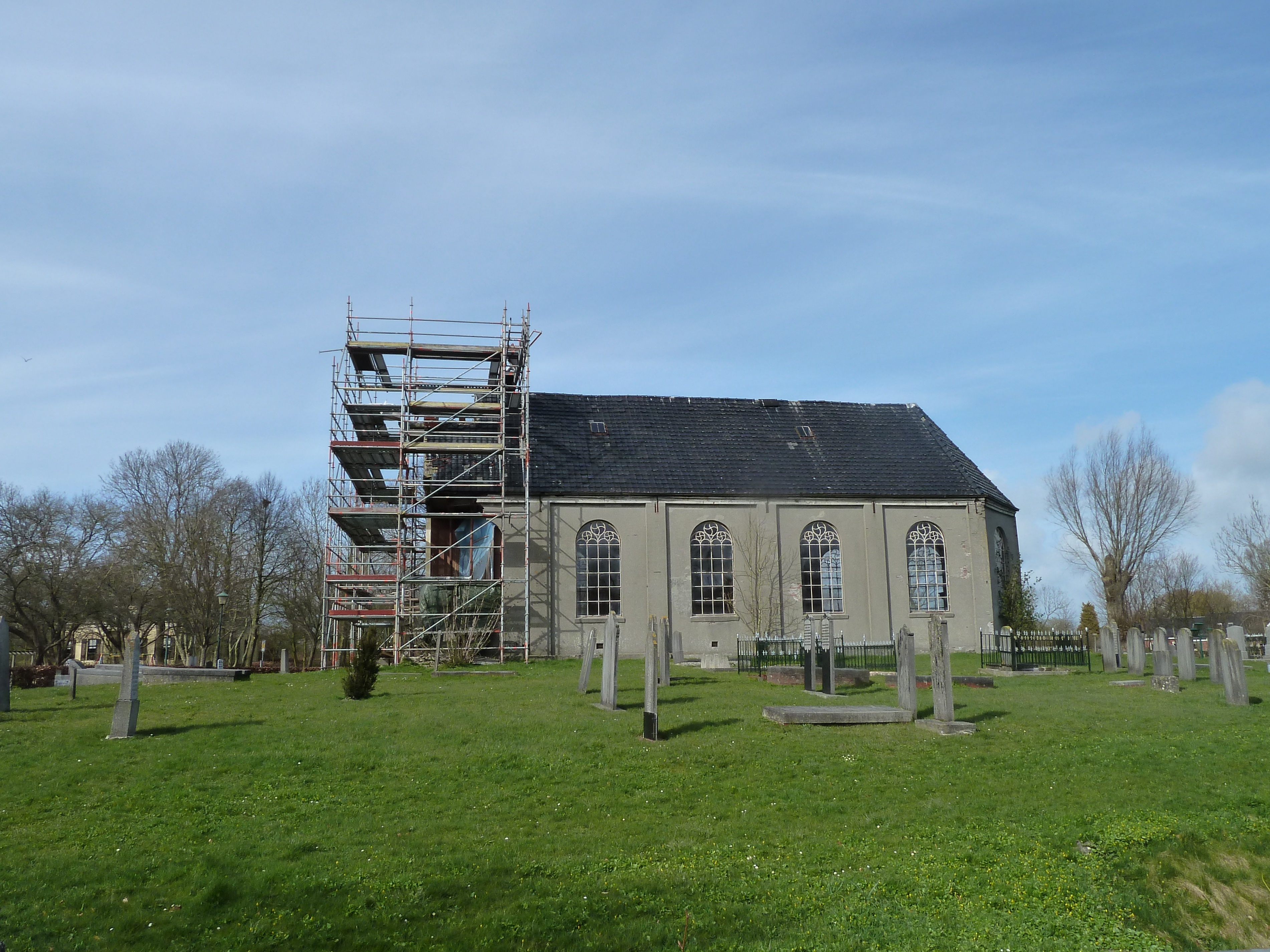
Kerk na afbraak van de toren